# Дешпортіву (Операріу)
Групу Дешпортіву Уш Операріуш або просто Дешпортіву (Операріу) (порт. Grupo Desportivo Os Operários) — професіональний футбольний клуб з острову Принсіпі, в Сан-Томе і Принсіпі.

## Історія
Команда виграла чотири титули і є однією з команд, які виграли більшість національних титулів, а також одна з шести команд, які коли-небудь вигравали національний Чемпіонат, перший з яких виграв у 1989 році. Їх останній на сьогодні чемпіонат був виграний в 2004 році, в 2005 році клуб не виграв жодного титулу і знявся зі змагань в національному чемпіонаті, в сезоні 2006 року команда виступала в другому дивізіоні, наступний титул був завойований «UDAPB» в 2007 році. Клуб також завоював два національні кубки, а також був фіналістом національного Кубку 1999 року.
В 2011 році клуб посів друге місце, його випередив Спортінг (Принсіпі).

## Досягнення
- Чемпіонат Сан-Томе і Принсіпі з футболу: 4 перемоги

1990, 1993, 1998, 2004
- Кубок Сан-Томе і Принсіпі з футболу: 2 перемоги

переможець — 1992, 2003
фіналіст — 1999
- Чемпіонат острову Принсіпі: 4 перемоги

1990, 1993, 1998, 2004
- Кубок острову Принсіпі з футболу: 3 перемоги

1992, 1999, 2003